# Maine i Loara
Maine i Loara (fr. Maine-et-Loire, wymowaⓘ mɛneˈlwaːʀ) – francuski departament położony w regionie Kraj Loary. Departament został utworzony 4 marca 1790 roku. Departament oznaczony jest liczbą 49.
Według danych na rok 2010 liczba zamieszkującej departament ludności wynosi 784 810 os. (109 os./km²); powierzchnia departamentu to 7166 km². Ośrodkiem administracyjnym (prefekturą) departamentu jest miasto Angers.
W 2023 roku w skład departamentu wchodziło 177 gmin (lista).

## Historia
W dniu 1 stycznia 2016 roku z połączenia dwóch ówczesnych gmin – Le Fresne-sur-Loire oraz Ingrandes – utworzono nową gminę Ingrandes-Le Fresne sur Loire. Gmina Le Fresne-sur-Loire przed połączeniem administracyjnie była usytuowana w departamencie Loara Atlantycka (okręg Ancenis), natomiast Ingrandes w Maine i Loara (okręg Angers). Nowa gmina nie mogła być położona na terenie dwóch departamentów, toteż z dniem 31 grudnia 2015 roku przeniesiono dekretem Le Fresne-sur-Loire do departamentu Maine i Loara. Dekret podpisał ówczesny minister spraw wewnętrznych Francji – Bernard Cazeneuve.
Dnia 1 stycznia 2018 roku terytorium departamentu zostało pomniejszone od dawną gminę Freigné, którą to wraz z kreacją nowej gminy Vallons-de-l’Erdre przeniesiono do departamentu Loara Atlantycka.

## Miejscowości
Największe miejscowości departamentu (w nawiasach liczba ludności w 2021 roku):

- Angers (157 175)
- Cholet (53 936)
- Saumur (26 215)
- Sèvremoine (25 806)
- Beaupréau-en-Mauges (23 639)
- Chemillé-en-Anjou (21 386)
- Mauges-sur-Loire (18 331)
- Segré-en-Anjou Bleu (17 699)
- Orée-d’Anjou (16 709)
- Loire-Authion (16 416)
- Montrevault-sur-Èvre (15 755)
- Trélazé (15 358)
- Avrillé (14 938)
- Les Ponts-de-Cé (12 725)
- Baugé-en-Anjou (11 757)
- Doué-en-Anjou (11 228)
- Brissac-Loire-Aubance (10 895)
- Saint-Barthélemy-d’Anjou (9460)
- Ombrée-d’Anjou (8859)
- Les Hauts-d’Anjou (8727)
- Gennes-Val-de-Loire (8464)
- Montreuil-Juigné (7842)
- Verrières-en-Anjou (7775)
- Lys-Haut-Layon (7724)
- Beaufort-en-Anjou (6994)
- Bouchemaine (6690)
- Longué-Jumelles (6671)
- Chalonnes-sur-Loire (6519)
- Longuenée-en-Anjou (6334)